# Etheostoma jordani
Etheostoma jordani är en fiskart som beskrevs av Gilbert, 1891. Etheostoma jordani ingår i släktet Etheostoma och familjen abborrfiskar. Inga underarter finns listade i Catalogue of Life.